# جزر شولز لايت

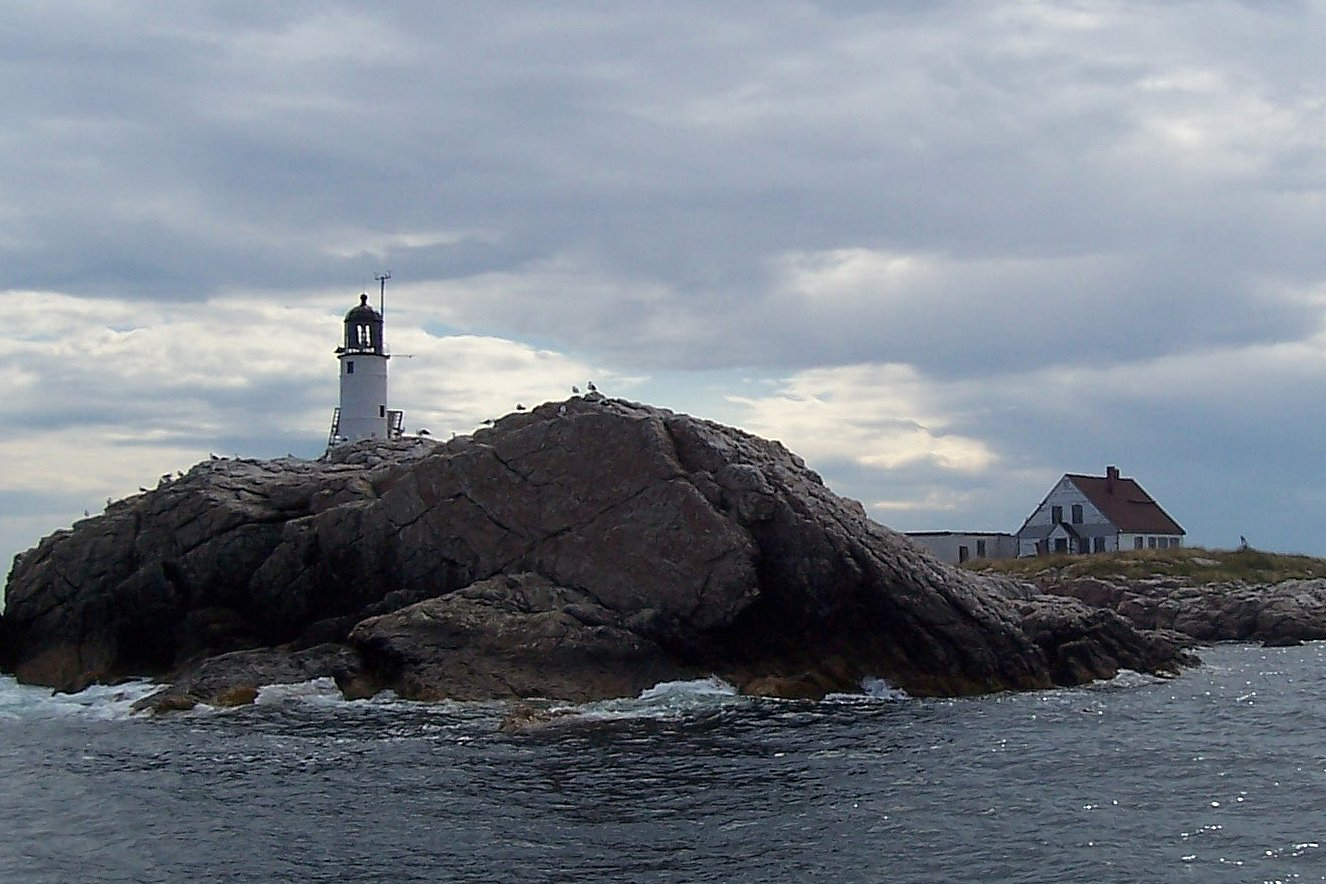

جزر شولز لايت (بالإنجليزية: Isles of Shoals Light)‏، المعروفة أيضًا باسم «وايت آيلاند لايت»، على جزيرة وايت، شيدت عليها أول منارة في عام 1821. ثم تم إعمارها حتى أصبحت بالشكل الذي هي عليه الآن عام 1865. وهي حاليًا محمية من قبل الدولة كموقع تاريخي لولاية الجزيرة البيضاء.

## تاريخ
بدأ الكابتن صموئيل هيلي في الاحتفاظ بفانوس مضاء في عام 1790، ولكن لم تبنى المنارة الأولى حتى عام 1821، بعد حطام السفينة ساجونتي عام 1813. بعد هزيمته لحاكم نيو هامبشاير في عام 1839، أصبح توماس بي لايتون حارس النور. قبل خمس سنوات كان قد اشترى أبليدور،سموتي أنوز، مالقة، وجزر الأرز، على جانب مين من جزر شولز، من الكابتن هالي. قام لايتون في وقت لاحق ببناء فندق على سموتي أنوز.
أعيد بناء المنارة خلال الحرب الأهلية بجدران من الجرانيت بسمك قدمين. تم تشغيله آليًا في عام 1987، لكنه وقع في حالة سيئة وتم إنقاذه بجهود أطفال المنارة، وهي مجموعة من تلاميذ المدارس الذين ضغطوا على الهيئة التشريعية في نيو هامبشاير لتوفير 125000 دولار لإصلاح المبنى. بعد ذلك بوقت قصير، قدمت الحكومة الفيدرالية 250 ألف دولار لمزيد من الترميم.
تعرضت المنارة لأضرار جسيمة خلال عاصفة يوم باتريوت في عام 2007. اجتاحت الأمواج بالجزيرة بالكامل، ودمرت الألواح الشمسية، والضباب، والمشي المغطى بين المنارة ومنزل الحارس.
في عام 2008، قام خفر السواحل بتركيب واحدة من أولى وحدات الإضاءة VLB-44 LED في الولايات المتحدة.